# Função de variância
Em Estatística, a função de variância é uma função suave que representa a variância de uma quantidade aleatória como uma função de sua média. A função de variância desempenha um papel importante em muitas configurações de modelagem estatística. É um ingrediente principal no framework do Modelo linear generalizado e uma ferramenta usada em regressão não paramétrica, regressão semiparamétrica e análise funcional de dados. Na modelagem paramétrica, as funções de variância assumem uma forma paramétrica e descrevem explicitamente a relação entre a variância e a média de uma quantidade aleatória. Em um ajuste não-paramétrico, a função de variância é considerada uma função suave.